# Добростаны
Добростаны (укр. Добростани) — село в Новояворовской городской общине Яворовского района Львовской области Украины.
Население, по результатам переписи 2001 года, составляло 1249 человек. Занимает площадь 16,58 км². Почтовый индекс — 81091. Телефонный код — 3259.

## Известные уроженцы
- Пачовский, Михаил Иванович (1861—1933) — галицко-украинский писатель.